# Vila Chã e Larim
Vila Chã e Larim foi um concelho criado em 1836, após a agregação dos antigos concelhos de Vila Chã e de Larim.

## História
Em 1849 tinha 6 134 habitantes e 30 km², distribuídos por 11 freguesias; Parada e Barbudo, Dossãos, Esqueiros, Loureira, Nevogilde, Carreiras (Santiago), Carreiras (São Miguel), Travassós, Vila Verde, Turiz e Soutelo.
As duas últimas compunham o antigo concelho de Larim.
Vila Chã teve carta de foral a 6 de Outubro de 1514 atribuída pelo rei Dom Manuel I, em conjunto com mais duas cartas forais a concelhos contíguos: Larim e Penela, todos terras da Casa de Bragança. Teve a sua sede primitiva no lugar com o mesmo nome da actual freguesia de Carreiras (Santiago). Mais tarde mudou a sua sede para o lugar de Revenda da freguesia de Travassós, transitando, posteriormente, para a freguesia de São Paio de Vila Verde.
Larim teve a sua sede na freguesia de Soutelo. Éra composto pelas freguesias da sede, Turiz e uma pequena parte da Lage.
Foi suprimido em 1855 e actualmente faz parte do concelho de Vila Verde.